# Methods-time measurement
Methods-Time Measurement (MTM) is een van de hulpmiddelen van de arbeidsanalyse. Methods-Time Measurement kan men vertalen als methodetijdmeting. 
MTM gaat ervan uit dat bij het uitvoeren van een bepaalde taak de tijdsduur afhangt van de gekozen werkmethode. Vergelijkbare systemen zijn bijvoorbeeld WorkFactor, MOST en LCW. De term Predetermined motion time system (PMTS) wordt ook gehanteerd voor deze systemen.

## Achtergrond
Sinds de invoering wordt MTM gebruikt voor analytisch onderzoek van manuele werkprocessen. Met gestandaardiseerde tijdbouwstenen van het MTM-basissysteem (MTM-1) worden werkprocessen beschreven, gekwantificeerd en gecreëerd. De kleinste bewegingseenheden zijn elementaire basisbewegingen als „reiken“, „grijpen“, „verplaatsen“, „loslaten“, „bukken“, etc. Op deze manier kan de arbeidsanalist werkmethoden vastleggen. De aan de basisbewegingen gekoppelde tijden leiden, met de gegeven invloedsfactoren, tot een normtijd voor deze werkmethode. De vooraf bepaalde tijden zijn per basisbeweging verzameld op de MTM-datakaart (praktische tabellen).

## Ontstaan MTM
Oorspronkelijk hield de Amerikaan Frank Bunker Gilbreth rond 1910 zich bezig met het thema menselijke bewegingsprocessen. Later heeft dit geleid tot MTM. De MTM-methode werd in de jaren veertig in de Verenigde Staten ontwikkeld als een systeem met voorafbepaalde tijden en in 1948 in het boek “Methods-Time Measurement” gepubliceerd. Aan de hand van filmopnamen in allerlei industrietakken zijn de bewerkte gegevens empirisch omgezet in bruikbare tabellen. Actuele invloedsfactoren bepalen de juiste keuze. Per MTM-systeem zijn deze gegevens verwerkt tot een MTM-datakaart. In Nederland werden al in 1950 de eerste MTM-1-cursussen gegeven. Iedere MTM-vereniging valt onder het International MTM Directorate, dat in 1968 is opgericht.

## Prestatienorm
De tijdvariaties die ontstaan uit de interpersoonlijke prestatievariaties compenseerde men met een Amerikaanse methode voor beoordeling van het prestatieniveau, namelijk de LMS-methode.  Deze methode, ook wel „Leveling-methode" genoemd, ontleende haar naam aan de initialen van de grondlegger (Lowry,  Maynard, Stegemerten). De normaalprestatie van 100% omschrijft de LMS-methode als: “de prestatie van een gemiddeld goed geoefende mens, die deze prestatie zonder werkvermoeidheid blijvend kan leveren“. Op de British Standards Institution (BSI) wordt het tempo 83 weergegeven.

## De meeteenheid tijd
De meeteenheid bestaat uit TMU’s: Time Measurement Units. 1 TMU komt overeen met 0,036 seconde, of een honderdduizendste uur. Uitgangspunt was dus 1 uur. Dat uur werd gelijkgesteld met 100.000 TMU. Zo zijn de MTM uitkomsten altijd te herleiden naar klokminuten of bijvoorbeeld industrieminuten.

## Toegepaste MTM-bouwsteensystemen
- MTM-1 (het basissysteem van Methods-Time Measurement, ontstaan voor massafabricage)
- SD (Standaard Data) en MTM-2 (voor Seriematige massaproductie)
- UAS (Universeel Analyse Systeem)
- MEK (MTM voor Enkelstuks- en Kleinseriefabricage)
- Logistiek (uit- en inpakken en intern transport)
- ProKon (PROductiegeoriënteerde KONstructie voor productontwikkeling)
- EAWS (Ergonomic Assessment WorkSheet voor een uitgebreide beoordeling van de fysieke belasting van het hele lichaam en de bovenste extremiteiten)